# لزلی ردون
لزلی ردون (انگلیسی: Lesley Reddon؛ زادهٔ ۱۵ نوامبر ۱۹۷۰) بازیکن هاکی روی یخ اهل کانادا است.